# André Wilms

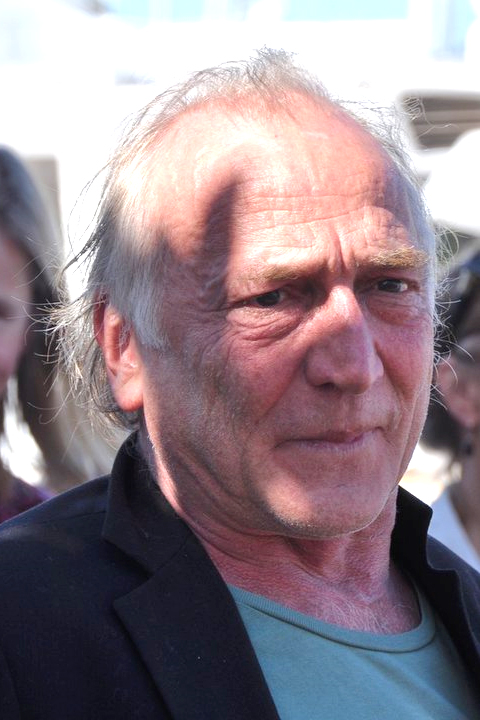
André Wilms (2011)

André Wilms (* 29. April 1947 in Straßburg; † 9. Februar 2022 in Paris) war ein französischer Schauspieler und Theaterregisseur.

## Leben
Nach einer Berufsausbildung als Stuckateur erhielt er eine Anstellung als Bühnenmaschinist am Théatre Sorano in Toulouse. 1975 hatte er eine Audition bei Klaus Michael Grüber, der ihm in seiner umstrittenen und vieldiskutierten Bearbeitung von Goethes Faust (Faust Salpêtrière), die Grüber in Frankreich berühmt machte, eine Rolle gab. In der Folge stand er als Schauspieler in Inszenierungen deutscher und französischer Regisseure auf der Bühne. Ab Ende der 1980er Jahre war er als Theater- und Opernregisseur tätig und inszenierte u. a. Béla Bartóks Herzog Blaubarts Burg, Die Philosophie im Boudoir des Marquis de Sade, Die Kleinbürgerhochzeit von Bertolt Brecht oder die Die Bakchen des Euripides.
Seit den 1970er-Jahren war Wilms regelmäßig im französischen Kino besetzt. Internationale Bekanntheit erlangte er 2011 mit dem preisgekrönten Film Le Havre von Aki Kaurismäki, in dem er die Hauptrolle eines schrulligen Schuhputzers verkörperte. Er erhielt für seine Darstellung eine Nominierung für den Europäischen Filmpreis. 1992 war er bereits mit ebendiesem Preis in der Kategorie Bester Nebendarsteller ausgezeichnet worden. Wilms arbeitete auch bei anderen Filmen mit dem finnischen Regisseur Kaurismäki zusammen. Gelegentlich wirkte Wilms auch an deutschsprachigen Filmproduktionen mit, darunter Flucht aus Pommern (1983), Hitlerjunge Salomon (1990) und Wie ich lernte, bei mir selbst Kind zu sein (2019).
André Wilms starb im Alter von 74 Jahren. Er ruht auf dem Pariser Cimetière de Montmartre (15. Division).

## Theater
Inszenierungen (Auswahl)
- 1988: La Conférence des oiseaux, Kammeroper von Michaël Levinas; Festival International de Montpellier
- 1990: Herzog Blaubarts Burg, Oper von Béla Bartók; Festival International de Montpellier
- 1993: Le Château des Carpathes, Oper von Philippe Hersant; erste szenische Aufführung, Opéra de Montpellier[6]
- 1999: La Philosophie dans le boudoir von Marquis de Sade; München, Marstall
- 1999:  Pulsion (Der Drang) von Franz Xaver Kroetz; Théâtre de la Colline, Paris[7]
- 2000: Die Kleinbürgerhochzeit von Bertolt Brecht; Cuvilliés-Theater München
- 2001: Das Leben der Bohème von Henri Murger und Aki Kaurismaki; Schauspiel Frankfurt
- 2001: Histoires de famille von Biljana Srbljanović; Théâtre national populaire – Villeurbanne, Théâtre national de la Colline
- 2002: Die Bakchen von Euripides;  Comédie-Française
- 2004: Die Zofen von Jean Genet; Stadttheater Frankfurt
- 2006: Dreigroschenoper von Bertolt Brecht und Kurt Weill; mit dem Ensemble Modern, Stadttheater Frankfurt[8]

## Filmografie (Auswahl)
- 1970: Der Übergang über den Ebro
- 1975: Hauptlehrer Hofer
- 1982: Flucht aus Pommern
- 1988: Das Leben ist ein langer, ruhiger Fluß (La vie est un long fleuve tranquille)
- 1988: Die Vorleserin (La lectrice)
- 1988: Nächtliche Sehnsucht – Hemmungslos (Drôle d’endroit pour une rencontre)
- 1989: Die Verlobung des Monsieur Hire (Monsieur Hire)
- 1990: Aventure de Catherine C.
- 1990: Hitlerjunge Salomon
- 1990: Tante Danielle (Tatie Danielle)
- 1992: Das Leben der Bohème (Boheemielämää)
- 1992: Schuldlos schuldig (Coupable d’innocence ou Quand la raison dort)
- 1994: Die Hölle (L’Enfer)
- 1994: Die Leningrad Cowboys treffen Moses (Leningrad Cowboys Meet Moses)
- 1997: Geheime Gefährten (Compagnons secrets)
- 1999: Juha
- 2000: Scardanelli
- 2002: Ein Teil des Himmels (Une part du ciel)
- 2003: Pakt der Druiden (Brocéliande)
- 2004: La Confiance règne
- 2009: Ricky – Wunder geschehen (Ricky)
- 2009: Lehrjahre der Macht (L’école du pouvoir)
- 2010: Spurlos (Sans laisser de traces)
- 2011: Le Havre
- 2011: Americano
- 2013: Ein Schloss in Italien (Un château en Italie)
- 2014: Über-Ich und Du
- 2014: Pause
- 2014: Er liebt mich, er liebt mich nicht – Toujours l’amour (Tu veux ou tu veux pas)
- 2016: Marie Curie
- 2016: Ein Jude als Exempel (Un juif pour l’exemple)
- 2017: Eine bretonische Liebe (Ôtez-moi d’un doute)
- 2017: Hannah
- 2019: Wie ich lernte, bei mir selbst Kind zu sein
- 2019: Mémorable (Kurzfilm, Stimme im Original)
- 2020: Das Salz der Tränen (Le sel des larmes)
- 2021: Führerschein und nichts wie weg (La bonne conduite)
- 2022: Maigret